# جورج هاتز
جورج هاتز (انگلیسی: Georges Hatz; ۱۱ مهٔ ۱۹۱۷ – ۱۲ مهٔ ۲۰۰۷) بازیکن فوتبال اهل فرانسه بود.
از باشگاه‌هایی که در آن بازی کرده‌است می‌توان به باشگاه فوتبال لیل، باشگاه فوتبال اوسر، باشگاه فوتبال رن، و باشگاه فوتبال ستاره سرخ اشاره کرد.